# Residenzmodell
Als Residenzmodell (von lateinisch residere = sich niederlassen, wohnen) wird im Umgangsrecht die überwiegend praktizierte Regelung bezeichnet, gemäß der gemeinsame Kinder nach einer Trennung/Scheidung nur von einem Elternteil betreut werden. Diese Kinder haben auch nach Trennung der Eltern nur einen „gewöhnlichen Aufenthaltsort“ und „Lebensmittelpunkt“.
Derjenige Elternteil, bei dem sich das Kind nicht für gewöhnlich aufhält, hat, sofern dem keine zwingenden Gründe entgegenstehen (z. B. Missbrauch, Misshandlung), ein zeitlich stark begrenztes Umgangsrecht bzw. eine Umgangspflicht.
Das  Paritätsmodell bzw. Wechselmodell ist die Alternative zum Residenzmodell. Hier ist das Kind bei jedem Elternteil 30 % oder mehr.

## Deutschland
Außergerichtliche Elternvereinbarungen oder Gerichtsurteile in Umgangsverfahren verfügen in der Regel einen Umgang an jedem zweiten Wochenende, der dann meist von Freitagmittag nach Schule/Kindergarten bis Sonntag 18.00 Uhr dauert; mitunter werden auch nur Besuche ab Samstagmittag zugestanden. Des Weiteren wird oft verfügt, dass das Kind mit dem umgangsberechtigten Elternteil in den Ferien einen längeren Zeitraum gemeinsam verbringt.
Gegner des Residenzmodells, die ein  Paritätsmodell befürworten, wenden ein, solche Kontakte seien zu gering, um dem im  Gesetz über das Verfahren in Familiensachen und in den Angelegenheiten der freiwilligen Gerichtsbarkeit enthaltenen Postulat, das Sorgerecht auch nach einer Trennung weiterhin gemeinsam auszuüben, gerecht zu werden. Weiter kritisieren sie, beim Residenzmodell würde ein Elternteil quasi die alleinige Macht erhalten und sprechen deshalb auch von einem Dominanzmodell (von lateinisch: dominare = Herr sein, herrschen).

## Rundfunkberichte
- Peggy Fiebig: Geteilte Elternverantwortung – Zwischen Wechsel- und Residenzmodell. Deutschlandfunk – „Hintergrund“, 24. September 2018